# Conus kahiko
Conus kahiko é uma espécie de gastrópode do gênero Conus, pertencente à família Conidae.